# 吉田駛馬
吉田 駛馬（よしだ はやま、1885年〈明治18年〉10月25日 - 没年不明）は、大正から昭和時代前期の台湾総督府官僚。新竹市尹。

## 経歴
吉田兼徳の二男として、佐賀県藤津郡山浦村（能古見村を経て現鹿島市）に生まれる。のち本籍を東京市赤坂区に置いた。1912年（大正元年）渡台し、同年9月、台中庁庶課にて勤務する。松岡拓殖合資会社庶務課長、新竹製糖庶務課長を経て、台中州属兼台中州郡属に任じ豊原郡に勤務し、台中州内務部地方課勤務、豊原郡庶務課長、大屯郡庶務課長、大屯郡守代理、台中州内務部地方課地方係長兼庶務課長を歴任し、1932年（昭和7年）4月、台北州文山郡守に就任した。
1935年（昭和10年）9月、新竹州中壢郡守に転じ、1937年（昭和12年）8月16日、新竹市尹に就任した。その後、台湾拓殖新竹支店長を経て、台中州米穀納入配給組合副組合長に就任した。